# Приключения канонира Доласа, или Как я развязал Вторую мировую войну
«Приключения канонира Доласа, или Как я развязал Вторую мировую войну» (пол. Jak rozpętałem drugą wojnę światową) — польский художественный фильм Тадеуша Хмелевского 1970 года[уточнить].
Фильм разделён на три части:
- Część I: Ucieczka (Часть I: Побег)
- Część II: Za bronią (Часть II: Следуя за армией)
- Część III: Wśród swoich (Часть III: Среди друзей)

## Сюжет
1 сентября 1939 года польский солдат Франтишек Долас, проспав свою станцию, просыпается ночью в поезде на польско-немецкой границе. С его выстрела в немецкого офицера, которого Долас принял за диверсанта, в результате комичных совпадений, начинается не только Вторая мировая война, но и цепь невероятных приключений в немецком лагере для военнопленных, Австрии, Югославии, во французском Иностранном легионе на Ближнем Востоке, в Италии и наконец снова в Польше, на суше, в море и в воздухе.

## В ролях
- Мариан Коциняк — Франтишек Долас (дублирует Алексей Золотницкий)
- Виргилиуш Грынь — Юзек Крыска (дублирует Виктор Авдюшко)
- Станислав Мильский — генерал (дублирует Андрей Тарасов)
- Янина Бороньска-Лонгва — Эльжбета
- Иоанна Ендрыка — Тереса (дублирует Ольга Григорьева)
- Ян Свидерский — капитан Лету (дублирует Владимир Кенигсон)
- Хенрик Лапиньский — Владислав Вахоцкий
- Бохдан Эймонт — офицер в лагере военнопленных
- Леонард Петрашак — лётчик в лагере военнопленных
- Януш Зеевский — фельдфебель в лагере военнопленных
- Эмиль Каревич — офицер гестапо (дублирует Михаил Глузский)
- Зыгмунт Зинтель — отец Себастьян (дублирует Сергей Цейц)
- Казимеж Фабисяк — отец Доминик, настоятель монастыря
- Томаш Заливский — югославский офицер
- Людвик Бенуа — югославский трактирщик
- Эльжбета Старостецкая — певица в таверне
- Здислав Кузьняр — Димо Стоядинович, югославский капитан
- Юзеф Лодыньский — кочегар на югославском корабле
- Войцех Загурский — турок, вербующий матросов на немецкий корабль
- Анджей Красицкий — французский капитан
- Вацлав Ковальский — сержант Кедрос (дублирует Юрий Боголюбов)
- Казимеж Рудзкий — капитан Ральф Пикок (дублирует Георгий Вицин)
- Лех Ордон — сержант Хопкинс (дублирует Владимир Ферапонтов)
- Малгожата Притуляк — Мирелля (дублирует Наталья Рычагова)
- Витольд Калуский — итальянский капитан
- Кристина Борович — хозяйка итальянского борделя
- Анна Гембицкая — танцовщица в борделе
- Пётр Фрончевский — итальянский солдат
- Здзислав Маклякевич — итальянский солдат
- Ежи Душиньский — итальянский солдат
- Збигнев Кочанович — председатель немецкого суда
- Людвик Касендра — монах Флориян
- Александер Фогель — Юзвяк
- Мирослав Шонерт — немецкий полицейский
- Тадеуш Сомоги — переводчик
- Эугениуш Каминьский — гестаповец Алфред
- Анджей Гавроньский — Хельмут
- Адам Циприан — Гульке
- Адольф Хроницкий — польский капитан на польско-немецкой границе
- Збигнев Лесень — пленник в лагере
- Тадеуш Теодорчик — караульный в лагере
- Войцех Бжозович — партизан

## Съёмочная группа
- Режиссёр: Тадеуш Хмелевский
- Оператор: Ежи Ставицкий
- Композитор: Ежи Матушкевич

Съёмки проходили в Сочи, Сухуми, Ялте, Гурзуфе, Баку, окрестностях Лодзи и в Посвентне-на-Пилице.

## Факты
- В 2001 году фильм был реставрирован и колоризирован.
- «Гжегож Бженчишчикевич из Хшоншчижевошице[пол.]» (пол. Grzegorz Brzęczyszczykiewicz, Chrząszczyżewoszyce, ˈgʐɛgɔʂ bʐɛ̃tʂɨʂtʂɨˈkʲevitʂ, xʂɔ̃ʂtʂɨʐɛvɔˈʂɨtsɛ) — выдуманное польское имя, ставшее известным благодаря фильму. Попав в руки немцев, Долас назвался этим замысловатым именем, чтобы поиздеваться над регистрирующим арестованных гестаповцем: записать такие анкетные данные по правилам немецкой орфографии почти невозможно.[1] Эту сцену добавил в сценарий режиссёр фильма Тадеуш Хмелевский, а позаимствована она из романа Казимежа Сейды «Императорские королевские дезертиры» (пол. C.K. Dezerterzy. 1937). В романе поляк Стефан Каня представляется австрийскому офицеру как «Щепан Бженчишчевский из Мщоновечья, гмина Гжмищославице, Тщиногжехотниковского повета».[2]